# John Thompson (irsk fodboldspiller)
John Paul Thompson (født 12. oktober 1981 i Dublin, Irland) er en irsk tidligere fodboldspiller (forsvarer). 
Thompson tilbragte hele sin seniorkarriere i England, hvor han udelukkende spillede for hold i de lavere rækker. Han repræsenterede blandt andet begge de to store Nottingham-klubber, Nottingham Forest og Notts County. Han var med til at sikre Notts County oprykning til League One i sæsonen 2009-10.
Thompson var i 1998 med til at vinde U/17-EM med det irske U/17-landshold. Han spillede én kamp for A-landshold, en venskabskamp mod Canada 18. november 2003.  Her blev han indskiftet to minutter før tid som erstatning for John O'Shea.